# Institut für Geschichte und Ethik der Medizin am Universitätsklinikum Hamburg-Eppendorf

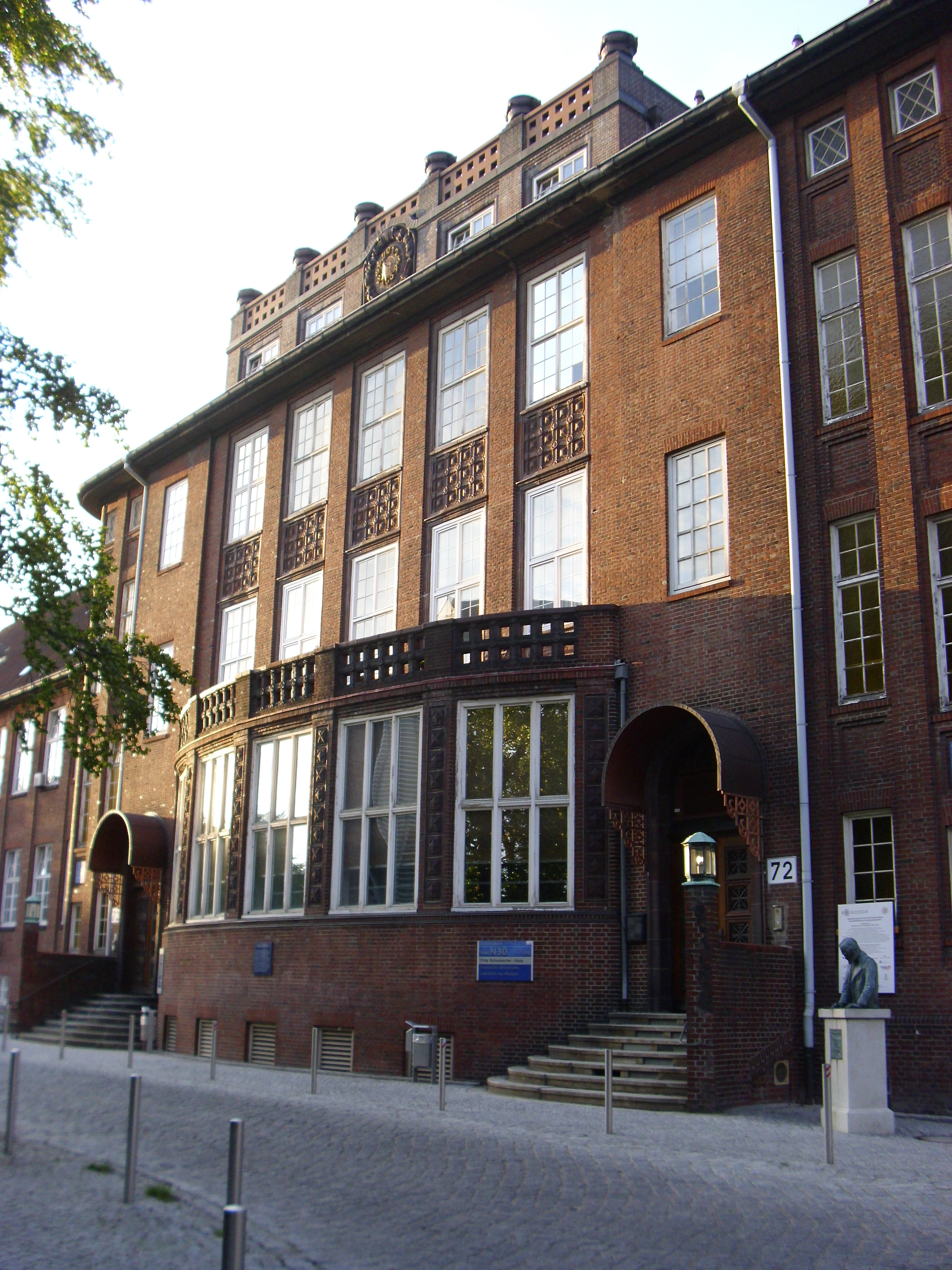
Sitz des Instituts: Fritz Schumacher-Haus (Gebäude N 30)

Das Institut für Geschichte und Ethik der Medizin am Universitätsklinikum Hamburg-Eppendorf entstand Anfang des 21. Jahrhunderts aus dem 1963 gegründeten Institut für Geschichte der Medizin des Universitätskrankenhauses Hamburg-Eppendorf. Es ist Teil des Zentrums für Psychosoziale Medizin und im sogenannten Fritz Schumacher-Haus des Universitätsklinikums untergebracht.

## Geschichte
Erster Ordinarius für Medizingeschichte in Hamburg war Charles Lichtenthaeler, der von 1963 bis 1983 lehrte. Lichtenthaelers Hauptarbeitsgebiet war die Altgriechische Medizin. Seine Nachfolgerin, Ursula Weisser, setzte diese Forschungsrichtung fort und ergänzte sie durch die Arabische Medizin. Weisser wurde 1987 berufen. Im Zeitraum 1983 bis 1987 hatte Hermann Grensemann das Institut in Vertretung geleitet. Vom Sommer 2000 bis zum Frühjahr 2003 war der Lehrstuhl erneut vakant. In dieser Zeit leitete Kai Sammet das Institut kommissarisch. Nach dem Dienstantritt von Heinz-Peter Schmiedebach im Jahr 2003 verlagerte sich der Blickwinkel auf die Medizin des 18. bis 20. Jahrhunderts. Erweitert wurde die Medizingeschichte durch ein weiteres Lehr- und Forschungsgebiet, die Medizinethik. Im Jahr 2015 übernahm Philipp Osten die kommissarische Leitung des Instituts von Schmiedebach, der als Professor für Medical Humanities an die Charité abgeordnet worden war. Seit 1. Oktober 2017 ist Osten Institutsleiter sowie Direktor des Medizinhistorischen Museums Hamburg.

## Medizinhistorisches Museum Hamburg
Das 2010 eröffnete Medizinhistorische Museum Hamburg steht unter der Schirmherrschaft des Instituts für Geschichte und Ethik der Medizin.